# Hypodematium villosum
Hypodematium villosum är en ormbunkeart som beskrevs av F.G.Wang och F.W.Xing. Hypodematium villosum ingår i släktet Hypodematium och familjen Hypodematiaceae. Inga underarter finns listade.